# Крог, Антье
Антье Крог (африк.  Antjie Krog; род. 23 октября 1952, Крунстад, ЮАС) — южноафриканская писательница, поэтесса и журналистка, пишет на африкаанс и английском языке.

## Биография
Из образованной, литературной семьи африканеров, росла на ферме. В 1973 году окончила Университет Свободного государства, в 1976 — Университет Претории. Выпускала независимый ежемесячник Die Suid-Afrikaan, работала как радио-корреспондент South African Broadcasting Corporation.

## Творчество
Дебютировала как поэтесса, впоследствии выступала как прозаик и журналистка, драматург и переводчик, автор книг для детей.

## Произведения

### Поэзия
- Dogter van Jefta/ Дочь Иеффая (1970)
- Januarie-suite/ Январская сюита (1972)
- Beminde Antarktika/ Любимая Антарктика (1974)
- Mannin/ Из мужского ребра (1974)
- Otters in Bronslaai/ Выдры в кресс-салате (1981)
- Jerusalemgangers/ Паломники в Иерусалим (1985)
- Lady Anne (1989)
- Gedigte 1989—1995/ Стихи 1989—1995 (1995)
- Kleur kom nooit alleen nie/ Цвет никогда не бывает один (2000)
- Down to my last skin (2000)
- Met woorde soos met kerse/ Слова словно свечи (2002)
- The stars say tsau (2004)
- Body bereft (2006)

### Проза
- Relaas van 'n Moord/ Ретрансляция убийства (1995)
- Country of my Skull/ Земля у меня под черепом (1998)
- A Change of Tongue/ Смена языка (2003)
- There was this goat/ Вот кто стал козлом отпущения (2009, в соавторстве)
- Begging to be Black/ Прося прощения за то, что белый (2010)

### Драматургия
- Waarom is dié wat voor toyi-toyi altyd so vet?/ Почему эти танцоры тои-тои у подъезда всегда такие толстые? (1999)

## Публикации на русском языке
- Стихи в переводе Светланы Захаровой

## Крог и кино
Наиболее известное произведение Антье Крог, художественно-документальная книга «Земля у меня под черепом» была экранизирована Джоном Бурманом (см.: ; в главных ролях — Жюльет Бинош и Сэмюэл Л. Джексон), фильм был номинирован на Золотого медведя Берлинского МКФ.

## Признание
Критика называет Антье Крог «Пабло Нерудой Южной Африки». Премия Эжена Маре и многие другие национальные премии. Почетный доктор нескольких университетов Южной Африки.